# Seipäjärvi
Seipäjärvi är en sjö i Finland. Den ligger i kommunen Sodankylä i landskapet Lappland, i den norra delen av landet, 800 km norr om huvudstaden Helsingfors. Seipäjärvi ligger 231,8 meter över havet. Den är 11,5 meter djup. Arean är 92,9 hektar och strandlinjen är 8,45 kilometer lång. Sjön  ingår i Kemi älvs huvudavrinningsområde.   
I övrigt finns följande vid Seipäjärvi:
- Valkkisjärvi (en sjö)